# Bazou
Bazou es un municipio del departamento de Ndé de la región del Oeste, Camerún. En noviembre de 2005 tenía una población censada de 14 912 habitantes.
Se encuentra ubicado cerca del río Noun, al norte de la ciudad más poblada del país, Duala.